# Lazulisabelvinge
Lazulisabelvinge (Campylopterus falcatus) är en fågel i familjen kolibrier.

## Utseende
Lazulisabelvingen är en stor och distinkt kolibri. Hannen är lysande blå undertill, med rödbrun stjärt och nedåtböjd näbb. Vid snabb anblick kan den förväxlas med öronkolibrier eller vitstjärtad kolibri, men den blå undersidan och stjärtfärgen är karakteristisk. Honan är gråare på buken med gråaktigt mustaschstreck.

## Utbredning och systematik
Fågeln förekommer i bergsområden i Colombia, Venezuela och östra Ecuador. Den behandlas som monotypisk, det vill säga att den inte delas in i några underarter.

## Levnadssätt
Lazulisabelvinge hittas i Andernas subtropiska zon. Den besöker kolibrimatningar, men kan också ses i skogar och skogsbryn.

## Status och hot
Arten har ett stort utbredningsområde, men tros minska i antal, dock inte tillräckligt kraftigt för att den ska betraktas som hotad. Internationella naturvårdsunionen IUCN listar arten som livskraftig (LC).